# لالة غون
لالة غون (بالفارسية: لاله‌گون) هي قرية تقع في Ahmadabad Rural District في إيران. يقدر عدد سكانها بـ 432 نسمة بحسب إحصاء 2016.